# The Wild, the Willing and the Innocent
The Wild, the Willing and the Innocent es el noveno álbum de estudio de la banda británica de hard rock y heavy metal UFO, publicado en 1981 por Chrysalis Records. Es el primer disco con el exteclista de Wild Horses, Neil Carter, tras la salida de Paul Raymond en el mismo año para unirse a Michael Schenker Group. Además, es el primero producido por ellos mismos, como banda. Por otro lado, la polémica portada fue obra de Hipgnosis.
Obtuvo el puesto 77 en los Estados Unidos y el puesto 19 en el Reino Unido. De este se extrajeron dos sencillos promocionales; «Couldn't Get it Right» y «Lonely Heart», obteniendo este último el puesto 41 en la lista UK Singles Chart del país británico.

## Lista de canciones
| N.º | Título                                   | Escritor(es)       | Duración |  |
| 1.  | «Chains Chains»                          | Mogg, Way          | 3:24     |  |
| 2.  | «Long Gone»                              | Mogg, Chapman      | 5:17     |  |
| 3.  | «The Wild, The Willing and the Innocent» | Mogg, Chapman      | 4:57     |  |
| 4.  | «It's Killing Me»                        | Mogg, Way          | 4:29     |  |
| 5.  | «Makin' Moves»                           | Mogg, Chapman      | 4:43     |  |
| 6.  | «Lonely Heart»                           | Mogg, Chapman, Way | 5:00     |  |
| 7.  | «Couldn't Get it Right»                  | Mogg, Chapman, Way | 4:33     |  |
| 8.  | «Profession of Violence»                 | Mogg, Chapman      | 4:22     |  |

| Pista adicional solo en Japón |                           |                        |          |  |
| N.º                           | Título                    | Escritor(es)           | Duración |  |
| 9.                            | «Hot 'n' Ready» (en vivo) | Michael Schenker, Mogg | 3:34     |  |

- Nota: el tema «Profession of Violence» fue renombrado como «Profession Of», cuando se publicó en los Estados Unidos.

## Músicos
- Phil Mogg: voz
- Paul Chapman: guitarra líder
- Neil Carter: guitarra rítmica, teclados y saxofón en «Lonely Heart»
- Pete Way: bajo
- Andy Parker: batería